# Parco nazionale Buila-Vânturarița
Il parco nazionale Buila-Vânturarița (in romeno Parcul naţional Buila-Vânturarița) è un'area naturale protetta che si trova nella Romania centrale. Istituito nel 2005.